# Teatro Mascagni (Popiglio)

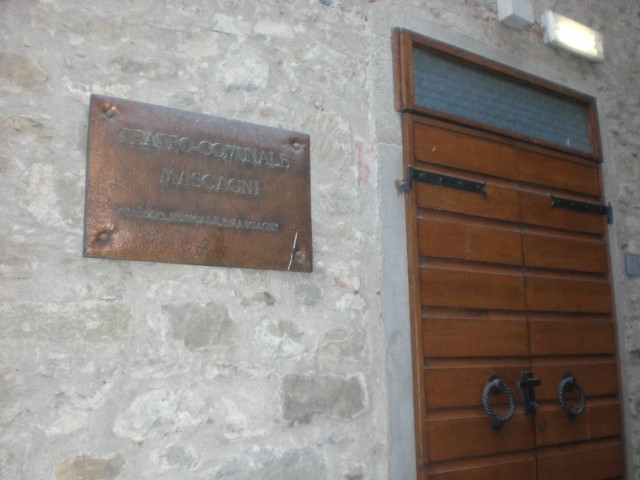
L'entrata del Teatro Comunale Mascagni.

Il Teatro Mascagni è un teatro situato a Popiglio, frazione di San Marcello Piteglio, in provincia di Pistoia.
Il teatro è ricavato in un antico fabbricato appartenente alla famiglia Benedetti e posto nel cuore del paese di Popiglio sulla strada che dal piazzale della Pieve procede parallelamente alla strada principale.
A partire dal 1890 ospitò prima la filarmonica del paese intitolata a Pietro Mascagni e quindi anche la filodrammatica locale. Nonostante l'avvento e l'introduzione del cinematografo alla fine degli anni venti, il teatro mantenne fino all'ultimo conflitto mondiale  la sua vocazione primaria di spazio teatrale.
Dopo essere stato utilizzato come caserma delle truppe tedesche durante la guerra, iniziò il suo declino che nel 1964 portò alla sua chiusura.
Fra il 1980 e il 1984 l'Amministrazione Comunale di Piteglio ha deciso di restaurare la struttura aumentandone la capienza e recuperando la sobria eleganza della sala, la funzionalità del palcoscenico e migliorando le condizioni di accesso e uscita dal locale secondo le normative vigenti in materia di sicurezza. Testimonianza dell'antico teatro ottocentesco è rimasta l'intradosso dell'arco scenico poggiante su due capitelli.
Anche se dal 1984 un gruppo di cittadini che aveva ricevuto dal Comune in gestione il teatro è riuscito sempre a garantire la stagione teatrale programmata, dal 1996 alcuni Comuni della Montagna pistoiese (Abetone, Cutigliano, Piteglio e San Marcello) hanno sottoscritto con la Comunità    montana un accordo per la gestione sovracomunale della struttura svolta dai quattro Comuni con la collaborazione dell'Associazione Teatrale Pistoiese e della Fondazione Toscana Spettacolo, garantendo così una programmazione con spettacoli di livello nazionale.
Nel 1998 infine il teatro è stato interessato a un'ultima fase di lavori per l'adeguamento alle vigenti normative antincendio. Il teatro, oltre alla stagione di prosa in abbonamento e a iniziative locali, organizza anche una rassegna per le scuole elementari.